# Медаль «30 лет БНА»
Медаль «30 лет Болгарской народной армии» учреждена 22 мая 1974 года. Вручалась всем военнослужащим (вне зависимости от звания) за заслуги в болгарской народной армии. Награду также могли получить военнослужащие иностранных государств за заслуги перед армией Болгарии.

## Описание медали
Медаль «30 лет Болгарской народной армии» изготавливается из цветного металла и имеет форму правильного круга диаметром 32 мм.
На лицевой стороне медали изображен: Воин болгарской армии на фоне карты Болгарской Народной Республики с расходящимися от неё солнечными лучами, вверху пятиугольная звездочка, обрамленный оливковыми ветвями. По кругу идет надпись «ТРИДЕСЕТ ГОДИНИ БЪЛГАРСКА НАРОДНА АРМИЯ 1944-1974»
На оборотной стороне медали изображены: Щит с перекрещенными мечами, на щите изображен лев стоящий на задних лапах, сверху щита пятиугольная звездочка снизу по кругу венок из двух оливковых веток перевязанных лентой, сверху полукругом надпись «*1944*БНА*1974*».
Все надписи и изображения на медали выпуклые. Края медали с лицевой и оборотной стороны окаймлены выпуклым бортиком.
Для прикрепления к одежде медали служит орденская пятиугольная колодка. Колодка представляет собой пятиугольную пластину, обращенную одним углом вниз. Пластина имеет в нижнем углу фигурный вырез для прикрепления медали к колодке. На оборотной стороне пластины приспособление в виде булавки для прикрепления колодки к одежде.
Колодка покрыта шёлковой муаровой лентой шириной 24 мм. Лента светло-синего цвета с двумя продольными бело-зеленно-красными полосками по краям. Ширина полосок по 3 мм каждая.